# Monfarracinos
Monfarracinos è un comune spagnolo di 653 abitanti situato nella comunità autonoma di Castiglia e León.